# Mateo Mendía
Mateo Mendía (* 3. Februar 2004 in Olavarría) ist ein argentinischer Fußballspieler.

## Karriere
Anfang 2021 ging Mendía von der Jugend der Boca Juniors in deren U20 und zum Jahresstart 2024 in die zweite Mannschaft über. Sein Debüt für die erste Mannschaft gab er am 20. Mai 2024, als er bei einem 4:2-Sieg über CA Central Córdoba in der 71. Minute für Luca Langoni eingewechselt wurde. Am 18. Juli 2024 erfolgte sein internationales Debüt, als er in der Zwischenrunde der Copa Sudamericana 2024 bei einem 0:0 gegen Independiente del Valle in der 62. Minute für Julián Ceballos ins Spiel kam.